# Anneke Feinya Agustin
Anneke Feinya Agustin (* 11. August 1991 in Yogyakarta) ist eine indonesische Badmintonspielerin. 

## Karriere
Anneke Feinya Agustin stand bei der GGJP Indonesia Challenge 2008 sowohl im Mixed mit Angga Pratama als auch im Doppel mit Annisa Wahyuni im Viertelfinale. Ins Viertelfinale schaffte sie es mit Wahyuni auch bei der Vietnam International Challenge 2009. Siegreich waren beide bei den New Zealand Open 2009 und den Vietnam Open 2009. 2010 drangen sie bis ins Viertelfinale der Asienmeisterschaft und ins Halbfinale des India Grand Prix und des Indonesia Grand Prix Gold vor. 2011 startete Anneke Feinya Agustin mit neuer Doppelpartnerin Nitya Krishinda Maheswari und wurde mit ihr Viertelfinalistin bei den Malaysia Open und Thailand Open.